# セメナウィ・バハリ国立公園
セメナウィ・バハリ国立公園（セメナウィ・バハリこくりつこうえん、英語: Semenawi Bahri National Park）はエリトリアの国立公園。公園は施設間輸送の為、単層アスファルト舗装された道路を備えている。公園はまたメグオ(Meguo)、メドハニト(Medhanit)、サブル(Sabur)にレクリエーションセンター設備が設けられている。 セメナウィ・バハリ国立公園は国外及び国内旅行者にあまり知られている存在ではないが、豊富な野生動物や植物に恵まれており、特にバードウォッチングに適している。